# Gabriel Huguet i Ballester
Gabriel Huguet i Ballester (Campos) és un empresari i polític mallorquí fill del poeta Damià Huguet i Roig.
Va estudiar Arquitectura tècnica a València i Barcelona, on va formar part del Bloc d'Estudiants Independentistes, després del seu pas pel Partit Socialista de Mallorca, Gabriel Huguet fou nomenat 21 d'octubre de 2006 president d'Entesa per Mallorca en el seu primer congrés i ratificat en el segon congrés l'octubre de 2007, fins a la reunió d'Entesa amb el PSM en 2013.